# Chinese Volleyball League 2006-2007 (femminile)
La Chinese Volleyball League 2006-2007 si è svolta dal 2006 al 2007: al torneo hanno partecipato 16 squadre di club cinesi e la vittoria finale è andata per la quarta volta al Tianjin.

## Squadre partecipanti
| - Bayi - Beijing - Fujian - Guangdong - Hebei - Henan - Jiangsu - Liaoning | - Nanjing - Nankai Daxue - Shandong - Shanghai - Sichuan - Tianjin - Yunnan - Zhejiang |

## Premi individuali[1]
| Premio             | Giocatrice    | Squadra  |
| ------------------ | ------------- | -------- |
| MVP                | Wei Qiuyue    | Tianjin  |
| Miglior attaccante | Zhang Yuehong | Liaoning |
| Miglior muro       | Hu Ying       | Liaoning |
| Miglior servizio   | Wang Yimei    | Liaoning |
| Miglior allenatore | Wang Boaquan  | Tianjin  |

## Classifica finale[1]
| Pos | Squadra      | Verdetto                        |
| --- | ------------ | ------------------------------- |
| 1   | Tianjin      | Al campionato asiatico per club |
| 2   | Liaoning     |                                 |
| 3   | Jiangsu      |                                 |
| 4   | Bayi         |                                 |
| 5   | Shandong     |                                 |
| 6   | Zhejiang     |                                 |
| 7   | Shanghai     |                                 |
| 8   | Henan        |                                 |
| 9   | Sichuan      |                                 |
| 10  | Nanjing      |                                 |
| 11  | Fujian       | Chinese Volleyball League B     |
| 12  | Beijing      | Chinese Volleyball League B     |
| 13  | Yunnan       | Chinese Volleyball League B     |
| 14  | Hebei        | Chinese Volleyball League B     |
| 15  | Nankai Daxue | Chinese Volleyball League B     |
| 16  | Guangdong    | Chinese Volleyball League B     |